# Sankt Barbara im Mürztal
Sankt Barbara im Mürztal är en kommun  i Österrike. Den ligger i distriktet Bruck-Mürzzuschlag i förbundslandet Steiermark. Huvudort är Mitterdorf im Mürztal.
Kommunen består av sju orter (Ortschaften) (inom parentes invånarantal 1 januari 2024):
- Großveitsch (807)
- Kleinveitsch (377)
- Lutschaun (447)
- Mitterdorf im Mürztal (1 901)
- Niederaigen (583)
- Veitsch (368)
- Wartberg im Mürztal (1 961)

Kommunen bildades 1 januari 2015 genom en sammanslagning av kommunerna Mitterdorf im Mürztal, Veitsch och Wartberg im Mürztal.